# Wilhelm Zeltz
Wilhelm Hermann Zeltz (* 8. Februar 1819 in Stralsund; † 16. August 1890 in Rostock) war ein deutscher Schiffbauer und Unternehmer.

## Leben
Wilhelm Zeltz war der Sohn des Schiffers Johann Caspar Zeltz. Ab 1836 erlernte er den Beruf eines Schiffbauers in Lübeck und fand danach eine Anstellung in Stralsund. Er besuchte die Königlich-Dänische Construktionskammer des See-Etats in Kopenhagen; auf der dortigen königlichen Schiffswerft leistete er praktische Arbeit. Um sich Schiffbaubetriebe anzuschauen, unternahm er Reisen nach London, Frankreich und Holland. Im Jahre 1841 legte er die Prüfung zum Schiffbaumeister ab. 1842 erwarb Wilhelm Zeltz in Rostock das Bürgerrecht.
1843 gründete Wilhelm Zeltz zusammen mit Albrecht Tischbein eine Schiffswerft und Maschinenfabrik, die ab 1850 als Neptun Werft firmierte. Zeltz führte erstmals die kupferfeste Schiffsbauweise in Mecklenburg ein und baute die beiden einzigen hölzernen Vollschiffe für die Rostocker Schifffahrtsflotte. Die – Schiffswerft & Maschinenfabrik – Wilhelm Zeltz und Albrecht Tischbein beteiligte sich im Jahr 1850 mit am Bau des ersten eisernen Schraubendampfers Deutschlands, der „Erbgroßherzog Friedrich Franz“ sowie „Großfürst Constantin“. Die Bark „Amazone“ wurde ebenfalls auf der Schiffswerft von Wilhelm Zeltz in Rostock gebaut.